# Salinnabileul ggotneun yeoja
Salin nabireul jjonneun yeoja (살인나비를 쫓는 여자 - lit. Una dona perseguint una papallona assassina), comercialitzada amb el títol anglès de Killer Butterfly és una pel·lícula de Corea del Sud de 1978 dirigida per Kim Ki-young. Va ser llançat en Bluray per Mondo Macabro com a Woman Chasing the Butterfly of Death; El material addicional inclou diverses entrevistes de persones relacionades amb la pel·lícula. Fou exhibida com a part de la secció oficial a l'XI Festival Internacional de Cinema Fantàstic i de Terror.

## Trama
Un melodrama sobre un home que sobreviu a un intent de suïcidi/assassinat amb un desconegut mentre feia pícnic amb els amics. Va a una expedició a la cova per un famós arqueòleg on descobreix un esquelet d'alguns milers d'anys. Es troba amb l'esperit de l'esquelet en un somni (probablement) i després s'involucra sentimentalment amb la filla de l'arqueòleg.

## Repartiment
- Nam Koong Won[2]
- Kim sí-ok
- Kim Chung-chul
- Kim Man
- Parking Am
- Lee Hyang
- Sí Po
- Yu Sun-cheol
- Lee Gang-bae
- Kim So-jo
- Lee Hwa-si